# Nancy Mace
Nancy Ruth Mace (Fort Bragg, 4 dicembre 1977) è una politica statunitense, membro della Camera dei Rappresentanti per lo stato della Carolina del Sud dal 2021.
Mace ha lavorato alla campagna presidenziale 2016 di Donald Trump. Nel 2021, ha votato contro l'impeachment di Trump in relazione all'attacco del 6 gennaio al Campidoglio degli Stati Uniti, ma ha comunque condannato le sue parole e azioni prima, durante e dopo l'attacco.

## Biografia
Figlia di un militare dell'esercito statunitense, Nancy Mace nacque nella base militare di Fort Bragg. Nel 1999 divenne la prima donna a conseguire il diploma nel programma del Corpo dei Cadetti del collegio militare The Citadel e sull'esperienza scrisse anche il volume In the Company of Men: A Woman at The Citadel, pubblicato da Simon & Schuster. In seguitò ottenne un Master of Science in giornalismo dall'Università della Georgia. Successivamente fondò una società di consulenza, The Mace Group.
Entrata in politica con il Partito Repubblicano, nel 2014 si candidò al Senato ma arrivò solo quinta nelle primarie, che furono vinte dal senatore in carica Lindsey Graham.
Nel 2017 vinse un'elezione speciale per la Camera dei rappresentanti della Carolina del Sud e l'anno successivo fu rieletta per un mandato completo.

### Camera dei Rappresentanti degli Stati Uniti

#### 2020
Nel 2020, dopo aver vinto le primarie con il 57,5% dei voti, si candidò alla Camera dei Rappresentanti nazionale contro il democratico in carica da un solo mandato Joe Cunningham e riuscì a sconfiggerlo di misura, divenendo la prima donna repubblicana ad essere eletta al Congresso per lo stato della Carolina del Sud. Mace ha concentrato la sua campagna sul divieto di perforazione offshore al largo della costa della Carolina del Sud e sulla ripresa dell'economia del paese. Ha assunto l'incarico il 3 gennaio 2021.

#### 2022
Mace non ha votato per mettere sotto accusa il presidente Trump, ma lo ha criticato per il suo ruolo nell'attacco del 6 gennaio 2021 al Campidoglio degli Stati Uniti. Di conseguenza, Trump ha approvato l'ex rappresentante della Carolina del Sud Katie Arrington nelle primarie repubblicane del 2022 per il seggio al Congresso. Mace ha battuto l'avversaria. Nelle elezioni generali di novembre, Mace ha sconfitto la sua avversaria democratica Annie Andrews di 14 punti percentuali.
Mace è stato uno dei sette repubblicani che si sono pubblicamente rifiutati di sostenere gli sforzi dei loro colleghi per contestare i risultati delle elezioni presidenziali del 2020 il 6 gennaio 2021. Questi sette hanno firmato una lettera in cui, pur dando credito alle accuse di Trump di frode elettorale, hanno affermato che il Congresso non aveva l'autorità per influenzare l'esito delle elezioni. Mace era così preoccupata per l'atmosfera ostile che Trump stava generando nel Distretto di Columbia da mandare i suoi figli a casa nella Carolina del Sud prima del voto del Congresso. Dopo l'attacco al Campidoglio degli Stati Uniti del 2021, Mace ha supplicato Trump di condannarlo. Mentre era rinchiusa nel suo ufficio del Campidoglio, ha detto alla conduttrice di Red & Blue di CBS News, Elaine Quijano: "Sto pregando il presidente di uscire da Twitter".
Mace, insieme a tutti gli altri repubblicani del Senato e della Camera, ha votato contro l'American Rescue Plan Act del 2021.
Il 18 maggio 2021, Mace si è unita ad altri 61 repubblicani della Camera per votare contro il COVID-19 Hate Crimes Act, che condannava atti di odio contro gli asiatici-americani e semplificava la raccolta di dati e la segnalazione di tali eventi. Il disegno di legge era stato precedentemente approvato dal Senato degli Stati Uniti con un voto di 94-1. Mace ha affermato di essersi opposta al disegno di legge perché non affrontava la discriminazione contro gli asiatici-americani nell'istruzione superiore.
Nel novembre 2021 Mace ha criticato la collega repubblicana al Congresso, Lauren Boebert, per i suoi commenti anti-musulmani sul democratico Ilhan Omar.
Il 3 ottobre 2023, Mace ha votato a favore della rimozione di Kevin McCarthy, un collega repubblicano, dalla sua posizione di presidente della Camera.  Secondo Mace, "McCarthy non ha portato avanti la sua legislazione per affrontare l'arretrato di kit anti-stupro del paese, espandere l'accesso al controllo delle nascite, adottare un emendamento al pareggio di bilancio e creare un sistema di allerta che avrebbe avvisato le persone quando c'è una sparatoria di massa". McCarthy, che era stato un forte alleato di Mace, negò le sue affermazioni.

## Vita privata
È stata sposata con Curtis Jackson, dal quale ha divorziato nel 2019, ed è madre di due figli. In precedenza era stata sposata con Chris Niemiec. Abita a Charleston, Carolina del Sud, sull'isola di Daniel.

## Posizioni politiche

### Politica estera
Nel giugno 2021, Mace è stata uno dei 49 repubblicani alla Camera a votare per abrogare la risoluzione del 2002 sull'autorizzazione all'uso della forza militare contro l'Iraq.
Durante la crisi russo-ucraina del 2021-2022, Mace ha scritto un articolo in opposizione all'intervento militare nel conflitto. 
Mace parla con Mark Milley nel 2023
Mace ha votato a favore dell’HR 7691, la legge sugli stanziamenti supplementari per l’Ucraina del 2022, che fornirebbe 40 miliardi di dollari in aiuti di emergenza al governo ucraino. Tuttavia, l'anno successivo votò contro gli aiuti all'Ucraina.
Nel 2023, Mace è stata tra i 47 repubblicani a votare a favore di H.Con.Res. 21, che ordinava al presidente Joe Biden di rimuovere le truppe americane dalla Siria entro 180 giorni. Sempre nel 2023, Mace è stata tra i 52 repubblicani che hanno votato a favore dell'H.Con.Res. 30, che allontanerebbe le truppe americane dalla Somalia.
Nel 2023, Mace ha votato per il divieto di un centro di eccellenza in Ucraina che potenzi le attività della NATO.

### Liz Cheney
Mace si è opposta al primo tentativo di rimuovere Liz Cheney dalla carica di presidente della Conferenza repubblicana della Camera, dicendo: "Non dovremmo mettere a tacere le voci di dissenso. Questo è uno dei motivi per cui siamo qui oggi, è che abbiamo permesso ai teorici della cospirazione di QAnon di guidarci". All'inizio di maggio, Mace apparve agli eventi di raccolta fondi con Cheney. Durante il secondo tentativo di rimuovere Cheney dalla presidenza, tuttavia, Mace ha votato per rimuoverla.

### Steve Bannon
Il 21 ottobre 2021, Mace è stata uno dei nove repubblicani della Camera che hanno votato per ritenere Steve Bannon in disprezzo del Congresso per aver sfidato un mandato di comparizione per comparire davanti al comitato ristretto della Camera degli Stati Uniti sull'attacco del 6 gennaio. Spiegando il suo voto, Mace ha affermato di essere "coerente" e di voler mantenere l'esercizio del "potere di citazione in giudizio" nel caso in cui i repubblicani riprendessero il controllo della Camera dei Rappresentanti nel 2022.

### Razza e giustizia penale
Mace ha co-sponsorizzato HR7394 ("Women in Criminal Justice Reform Act"), un disegno di legge che affronta i problemi delle donne nel sistema di giustizia penale. Nel 2021, è stata una dei tre legislatori repubblicani a riconoscere il primo anniversario dell'omicidio di George Floyd.
Nel 2021, Mace è stata l'unica sponsor repubblicana dell'HR4827 ("Judiciary Accountability Act"), un disegno di legge che applica alle leggi sui dipendenti del ramo giudiziario che vietano la discriminazione basata su razza, colore, religione, sesso (incluso l'orientamento sessuale o identità di genere), origine nazionale, età o disabilità.